# Cromagnonmänniskan

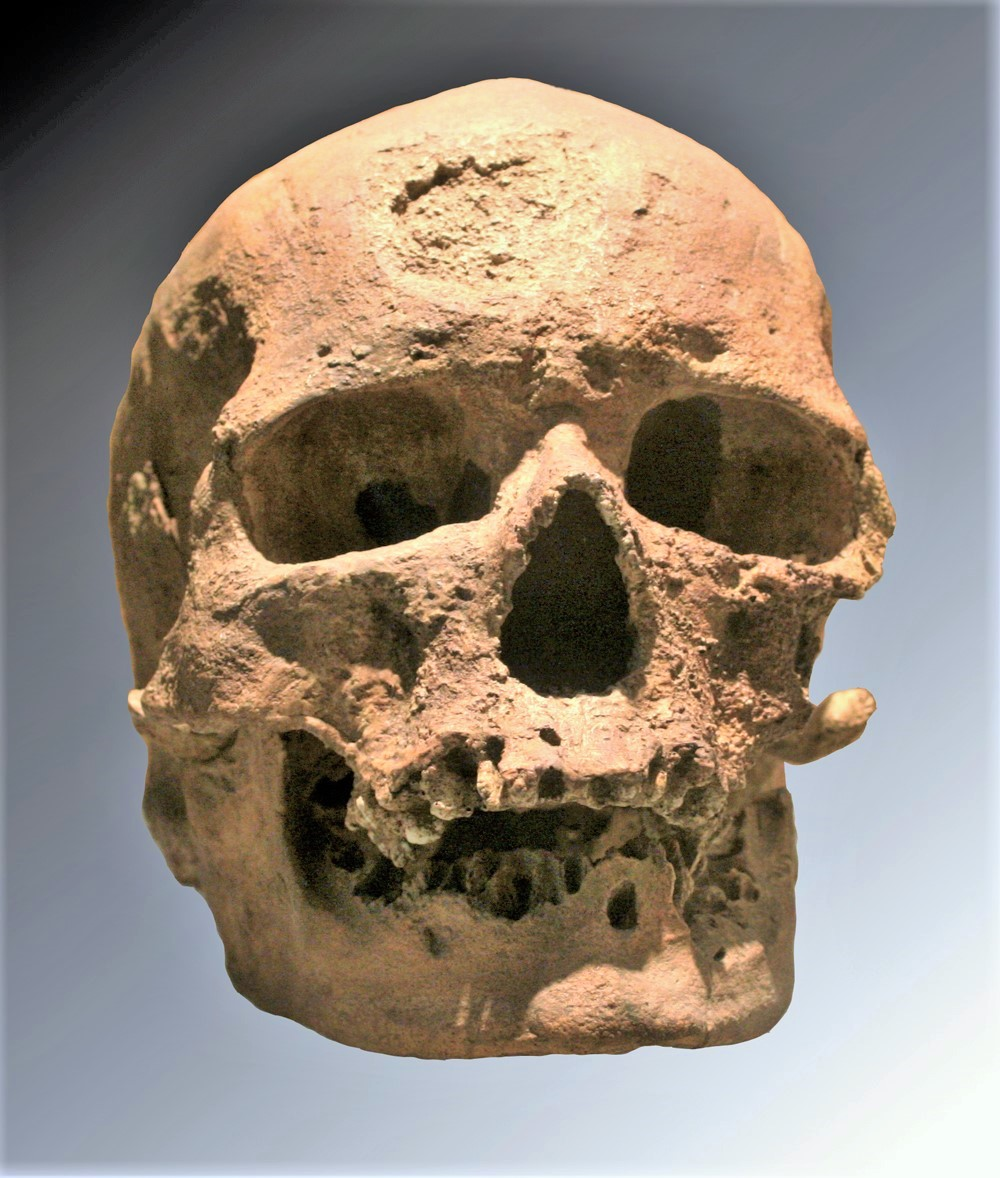

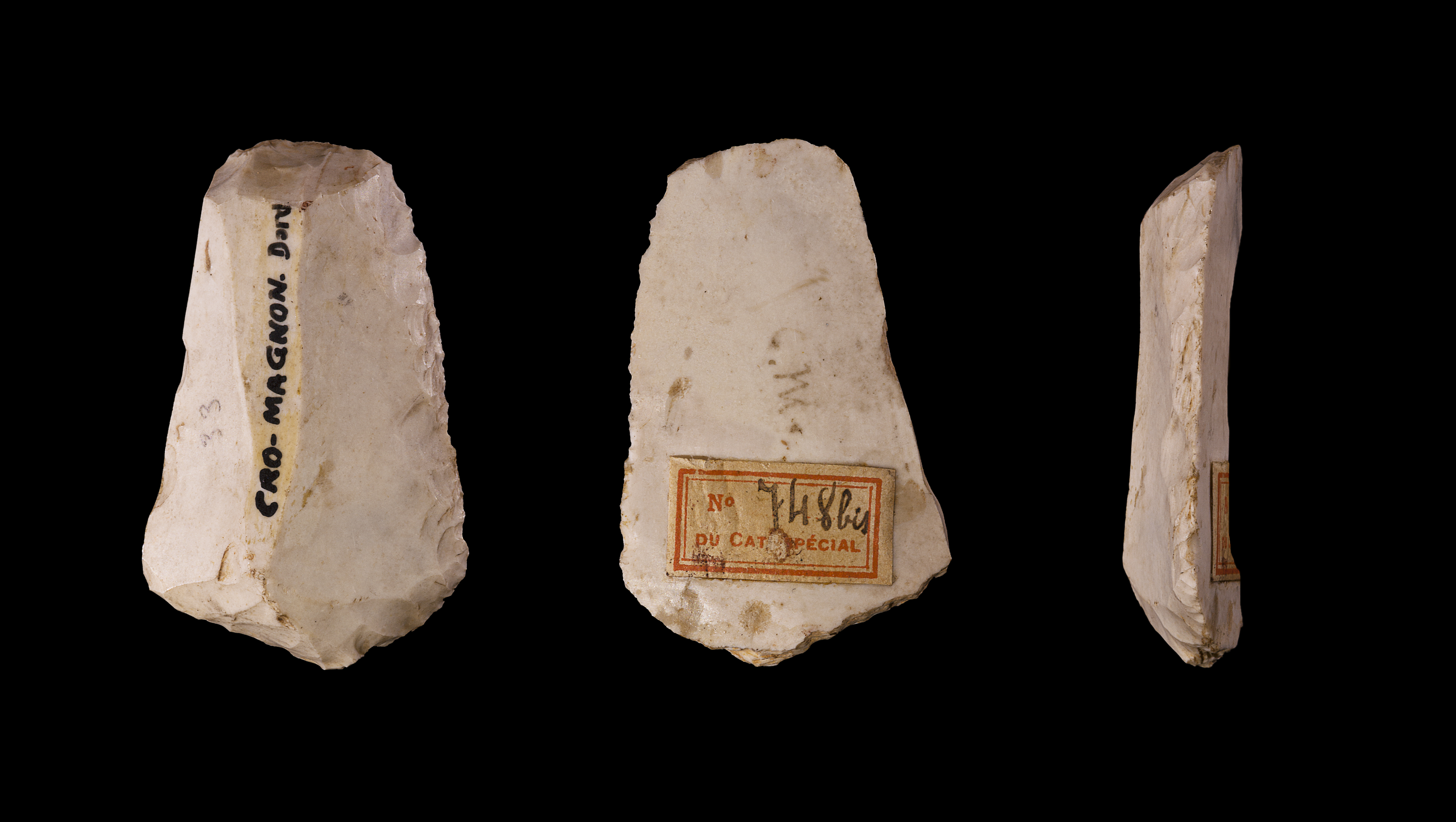
Scraper Cro-Magnon - Collection "Louis Lartet" - Museum i Toulouse

Cromagnonmänniskan kallas de första fossila fynden av vanliga människor av arten Homo sapiens av släktet Homo i Europa. Benen gick inte att datera direkt med C-14 metod men indirekta metoder daterar dem till mellan  32 000 och 30 000 år gamla.
Cromagnonmänniskan är inte ett taxon utan en samlande term för de tidiga Homo sapiens och termen faller därför utanför ramen för namngivning av människans tidiga utvecklingsstadier. Namnet har de fått från fyndplatsen Abri de Cro-Magnon (abri betyder ungefär skydd på franska och cro betyder hål på occitanska, medan Magnon ska vara efternamnet på ägaren till marken) i Les Eyzies de Tayac i Frankrike. De första fynden gjordes där när geologen och paleontologen Louis Lartet i mars 1868 fann fem skelett i samband med utgrävningar vid ett vägarbete. Fynd i Mellanöstern finns från ungefär samma tidsepok som cromagnon, det vill säga den övre paleolitiska perioden i pleistocen. Man tror därför att emigration kan ha skett både över Sinaihalvön och över Gibraltar.

## Utseende och levnadssätt
Cromagnonmänniskan var till väsentliga delar lik oss själva. Den var mycket spensligare och längre än neandertalmänniskan, och hade till och med en något större hjärna än dagens människa. De levde mest på jakt, men förefaller även att ha utvecklat insamlandet av ätliga växter. Verktyg och vapen gjorde de i ben och flinta, som hittats i den så kallade aurignackulturen. Man anser att de kan ha haft någon form av hyddor och en föreställning om andliga värden. De berömda grottmålningarna i bland annat Lascaux anses härröra från tidiga cromagnonbosättningar och har tolkats som schamanska metoder att fånga villebrådets andar. Skelettfynd tillsammans med smycken, jaktvapen och verktyg tyder på rituella begravningar, och studier av skador och förslitningar på skallar och tänder både från Främre Orienten och från sydvästra Europa visar att de hade stark sammanhållning och tog hand om sjuka och gamla individer i gruppgemenskapen.

## Kontakter mellan cromagnon och neandertalare
Dessa tidiga Homo sapiens levde parallellt med neandertalmänniskorna och fossilfynden visar att neandertalarna försvann 10 000–15 000 år efter att de första Homo sapiens kom till Europa. Om det skedde genom förlust av habitat eller genom direkt konfrontation återstår för forskningen att reda ut. Ny DNA-forskning (Neanderthal genome project) visar att dagens icke-afrikanska människor har spår (1–2 %) av neandertalmänniskors gener, och att hybridisering förekommit. På 1990-talet gjordes ett fynd i Portugal, som skulle kunna tolkas som att ha drag av både neandertal- och cromagnonmänniska, men i det fallet är forskarna än så länge oeniga. Under 2015 har nyheter om ytterligare en möjlig hybrid publicerats.